# Lista de prêmios e indicações recebidos por Davi Sacer
Esta é a lista de prêmios e indicações recebidos por Davi Sacer.

## Troféu Talento
Prêmios e indicações ao Troféu Talento:
| Ano  | Categoria                   | Indicado                    | Resultado |
| ---- | --------------------------- | --------------------------- | --------- |
| 2006 | Melhor Compositor           | Ronald Fonseca e Davi Sacer | Venceu    |
| 2006 | Melhor Arranjo              | Ronald Fonseca e Davi Sacer | Indicado  |
| 2006 | Melhor Intérprete Masculino | Davi Sacer                  | Indicado  |
| 2007 | Melhor Intéprete Masculino  | Davi Sacer                  | Venceu    |
| 2007 | Cantor do Ano               | Davi Sacer                  | Indicado  |
| 2008 | Melhor Intérprete Masculino | Davi Sacer                  | Venceu    |
| 2009 | Melhor Intérprete Masculino | Davi Sacer                  | Indicado  |

## Troféu Promessas
Prêmios e indicações ao Troféu Promessas:
| Ano  | Categoria     | Indicado       | Resultado |
| ---- | ------------- | -------------- | --------- |
| 2011 | Música do Ano | "Confio em Ti" | Indicado  |
| 2011 | CD do Ano     | Confio em Ti   | Indicado  |
| 2011 | Melhor cantor | Davi Sacer     | Indicado  |